# Cyrkulacja Langmuira

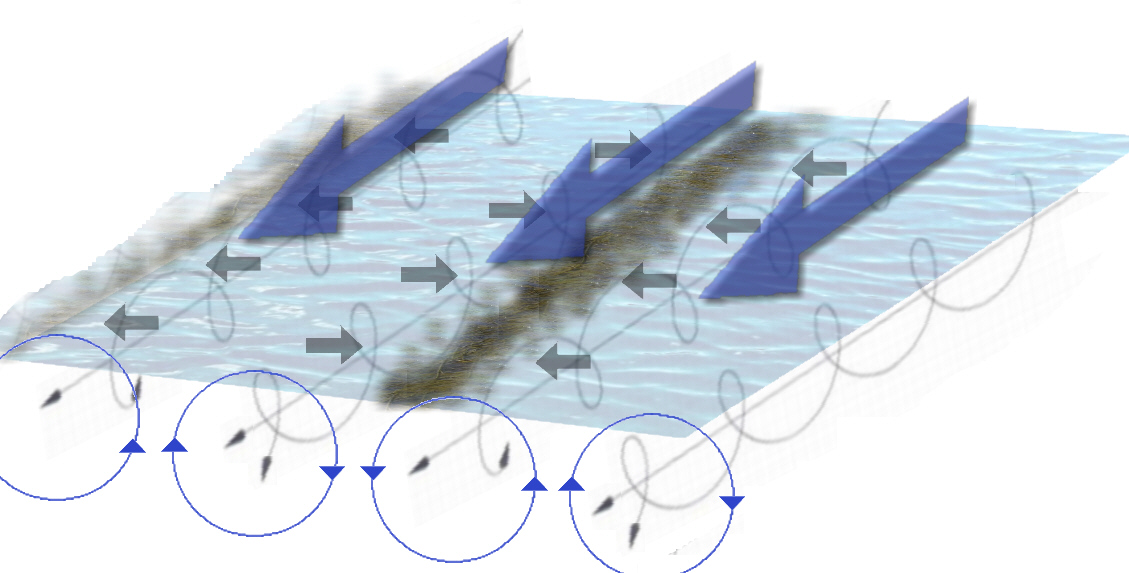
Cyrkulacja Langmuira

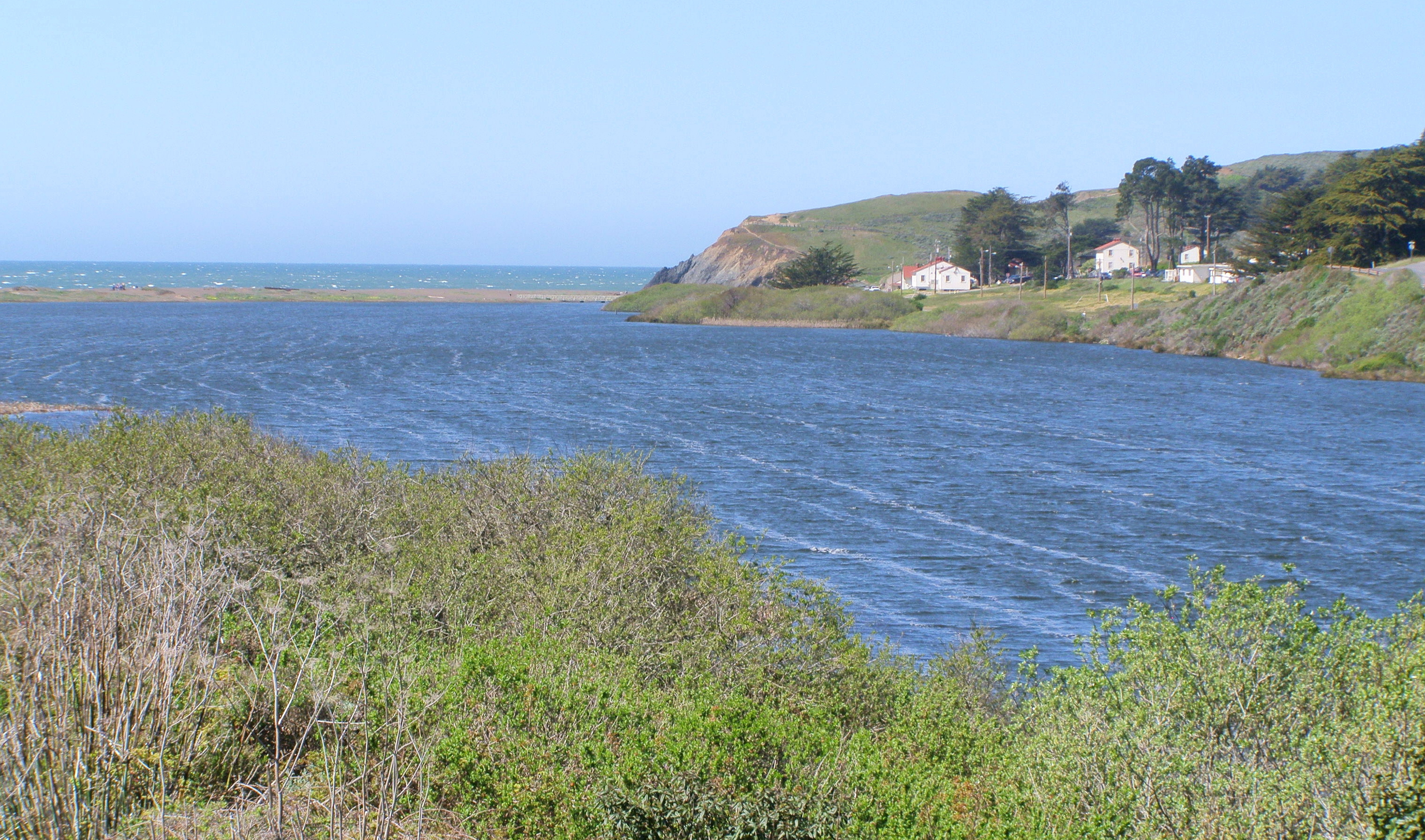
Ślady na wodzie cyrkulacji Langmuira w lagunie

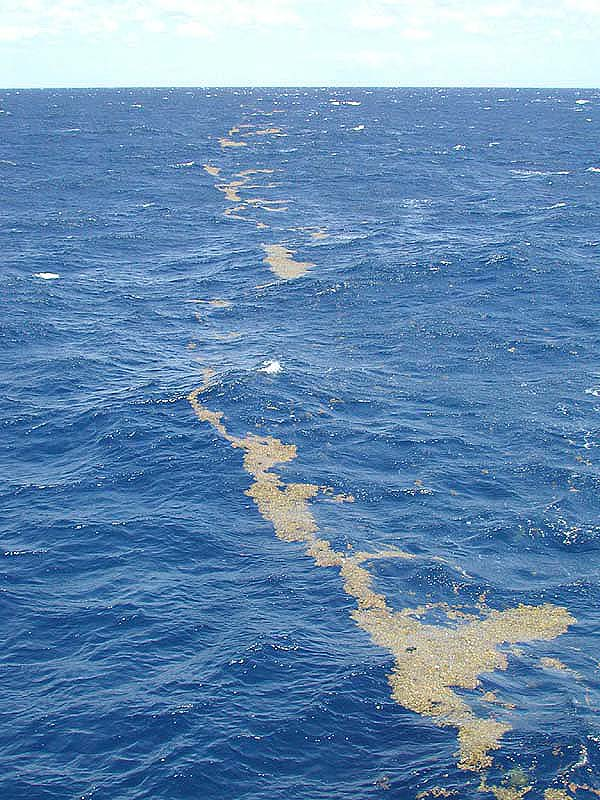
Linie gronorostów, które są widoczne przez kilkanaście kilometrów na powierzchni oceanu

Cyrkulacja Langmuira – kołowy ruch cząstek wody w oceanie wokół osi prawie równoległej do kierunku przeważającego wiatru. Cząstki wody poruszają się także w kierunku tej osi. Cyrkulacja Langmuira może być widoczna na powierzchni oceanu w obszarach ruchu zstępującego. Została odkryta w 1938 roku przez Irvinga Langmuira.
Cyrkulacja ta jest prawdopodobnie wywoływana poprzez oddziaływanie fal z ruchem wody powodowanym przez wiatr. Uważa się (mechanizm LC2), że początkowa wirowość powodowana przez wiatr jest przechylana poprzez dryf Stokesa tak, że powstają poziome komórki cyrkulacyjne. Tam, gdzie ruch w obu komórkach jest zstępujący, może się gromadzić materiał o dodatniej wyporności (gronorosty, pęcherze powietrza), który jest widoczny w postaci długich nitek na wodzie. Obecnie uważa się, że cyrkulacja Langmuira nie jest wywoływana różnicą temperatury między powierzchnią oceanu a warstwą wody poniżej.